# Чемпионат мира по шорт-треку 1984
Чемпионат мира по шорт-треку 1984 года проходил с 6 по 8 апреля в Питерборо (Англия).

## Общий медальный зачёт
| Место         | Страна         | Золото | Серебро | Бронза | Всего |
| ------------- | -------------- | ------ | ------- | ------ | ----- |
| 1             | Япония         | 5      | 3       | 1      | 9     |
| 2             | Канада         | 4      | 5       | 4      | 13    |
| 3             | США            | 1      | 0       | 3      | 4     |
| 4             | Великобритания | 0      | 2       | 0      | 2     |
| 5-6           | Австралия      | 0      | 0       | 1      | 1     |
| 5-6           | Нидерланды     | 0      | 0       | 1      | 1     |
| Всего медалей | Всего медалей  | 10     | 10      | 10     | 30    |

## Медалисты

### Мужчины
| Дисциплина | Золото                                                             | Серебро                                                                                | Бронза                                                                             |
| ---------- | ------------------------------------------------------------------ | -------------------------------------------------------------------------------------- | ---------------------------------------------------------------------------------- |
| Многоборье | Ги Деньо Канада                                                    | Тацуёси Исихара Япония                                                                 | Мишель Деньо Канада                                                                |
| 500 м      | Ги Деньо Канада                                                    | Мишель Деньо Канада                                                                    | Дэвид Бистимэн США                                                                 |
| 1000 м     | Тацуёси Исихара Япония                                             | Ги Деньо Канада                                                                        | Мишель Деньо Канада                                                                |
| 1500 м     | Юити Акасака Япония                                                | Уилф О'Рейли Великобритания                                                            | Дэнни Ках Австралия                                                                |
| 3000 м     | Ги Деньо Канада                                                    | Тацуёси Исихара Япония                                                                 | Мишель Деньо Канада                                                                |
| Эстафета   | Канада · Роберт Дюбрей · Луи Гренье · Мишель Деньо · Мишель Делиль | Великобритания · Стюарт Хорспул · Уилф О'Рейли · Роберт Блэр · Стюарт Пасс · Гэри Радд | Нидерланды · Чарльз Велдховен · Гер Булсма · Жако Мос · Йерун Оттер · Менно Булсма |

### Женщины
| Дисциплина | Золото                                                                 | Серебро                                                                  | Бронза                                                     |
| ---------- | ---------------------------------------------------------------------- | ------------------------------------------------------------------------ | ---------------------------------------------------------- |
| Многоборье | Марико Киносита Япония                                                 | Сильви Дэгль Канада                                                      | Натали Ламбер Канада                                       |
| 500 м      | Марико Киносита Япония                                                 | Сильви Дэгль Канада                                                      | Хироми Такеути Япония                                      |
| 1000 м     | Бонни Блэр США                                                         | Мари-Жозе Мартин Канада                                                  | Натали Ламбер Канада                                       |
| 1500 м     | Эйко Сисии Япония                                                      | Марико Киносита Япония                                                   | Лидия Стефанс США                                          |
| 3000 м     | Сильви Дэгль Канада                                                    | Натали Ламбер Канада                                                     | Лидия Стефанс США                                          |
| Эстафета   | Канада · Натали Ламбер · Сильви Дэгль · Мари-Жозе Мартин · Мариз Перро | Япония · Хироми Такеути · Эйко Сисии · Марико Киносита · Цугуми Ватанабэ | США · Бонни Блэр · Лидия Стефанс · Венди Гелц · Бекки Мане |